# François Robert (cyclisme)
Pour les articles homonymes, voir François Robert (homonymie) et Robert.
François Robert, né le 20 novembre 1902 à Dunières et mort le 17 décembre 1982 à Annonay dans le département de l'Ardèche, est un coureur cycliste français, professionnel de 1926 à 1930.

## Palmarès
- 1922
  - 2e à Circuit du Forez
- 1926
  - 2e à Circuit du Forez
  - 2e à Circuit du Cantal
- 1927
  - 2e à Circuit du Forez
  - 2e à Grand Prix d'Issoire
  - 3e à Circuit du Cantal
  - 3e à Circuit des monts du Roannais
- 1928
  - 2e à Circuit du Forez
  - 3e à Circuit du Cantal
- 1929
  - Circuit du Mont-Blanc
  - 2e à Grand Prix d'Issoire
- 1930
  - 2e à Circuit des monts du Roannais